# Pterolophia pedongana
Pterolophia pedongana är en skalbaggsart som beskrevs av Stefan von Breuning 1982. Pterolophia pedongana ingår i släktet Pterolophia och familjen långhorningar. Inga underarter finns listade i Catalogue of Life.